# Malinchisme
Malinchisme (castellà: malinchismo) és un terme espanyol que s'utilitza principalment a Mèxic per referir-se a l'admiració excessiva per la gent, la cultura, les idees, els comportaments i l'estil de vida dels Estats Units, d'Europa i d'altres països estrangers per sobre dels nadius de Mèxic. S'ha descrit com una forma d'atracció que una persona d'una cultura que creu inferior desenvolupa per una altra cultura que creu superior, un cas particular de vergonya cultural. S'ha descrit com un complex d'inferioritat ètnica o autoodi nacional.

## Origen

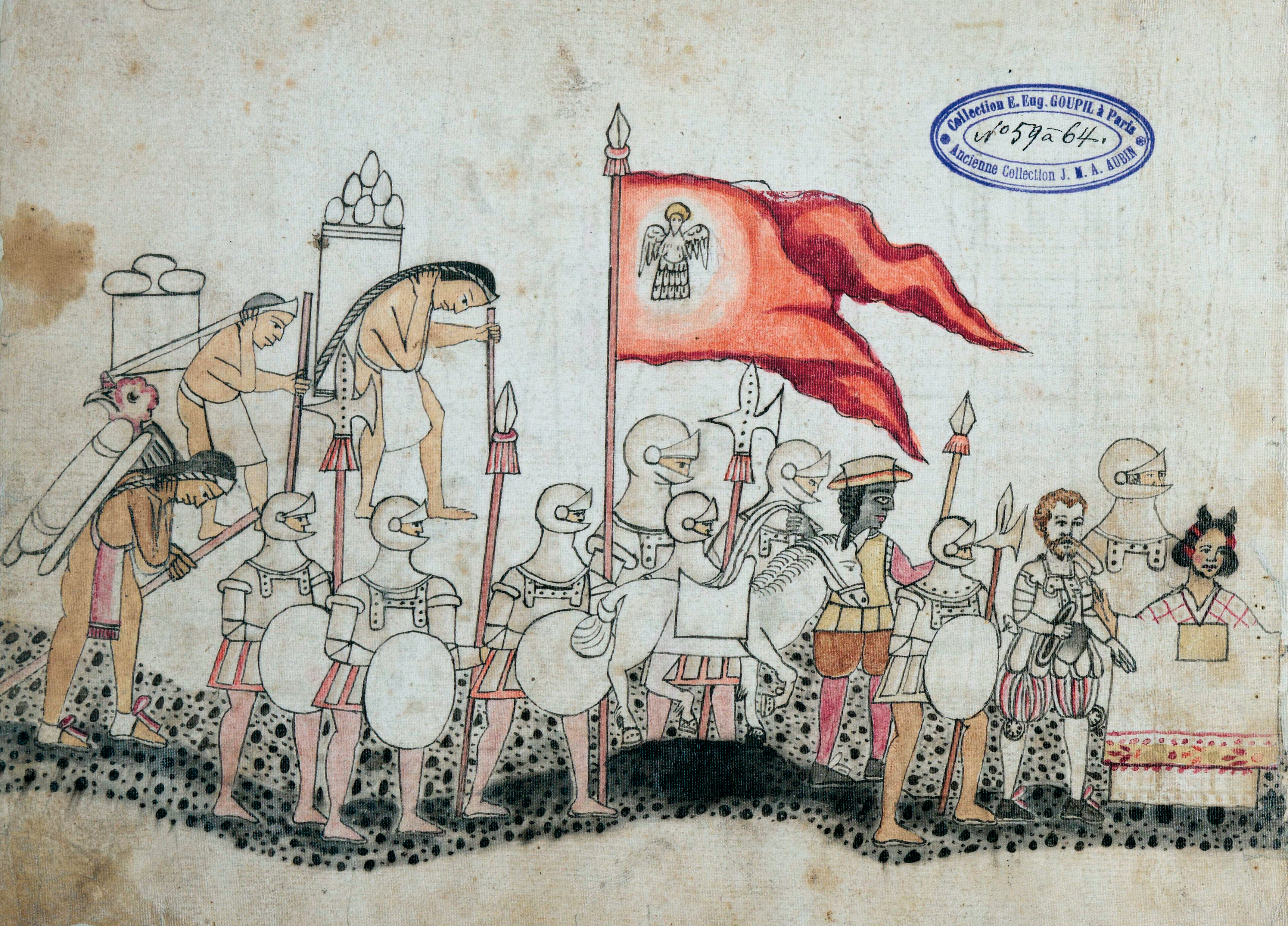
Còdex Azcatitlan, Hernán Cortés i Malinche (extrem dret), manuscrit pictòric indígena de principis del segle XVI de la conquesta de Mèxic.

El malinchisme deriva del nom de l'assessora nahua d'⁣Hernán Cortés, La Malinche, també coneguda pel seu nom cristià "Marina".
Aquesta nadiua esdevindria un símbol dels indígenes americans que van ajudar els espanyols en la conquesta de Nova Espanya. El "malinchisme" es pot prendre com a pejoratiu, com una expressió de menyspreu per aquells que se senten atrets pels valors estrangers, considerant-los superiors, de millor qualitat i dignes d'imitació. S'ha descrit com un complex d'inferioritat mexicà profundament arrelat.

## Usos
A Mèxic i en altres països, el terme "malinchisme" o "malinchista" s'aplica a tots aquells que senten atracció per cultures estrangeres i menyspreu per la seva pròpia cultura. També s'aplica a la política, com a El Salvador, on els partits polítics d'esquerres anomenen els seus oponents "dretes malinchistes". El mite de la Malinche va arribar a aplicar-se com a terme tècnic per donar preferència a les cultures occidentals. El concepte té una aplicació potencial més àmplia per referir-se a un país colonitzat que desenvolupa admiració o afecte per un país colonitzador.
El malinchisme també s'ha associat amb la representació de les dones com a símbols de traïció i comportament enganyós. En la cultura popular mexicana, aquest tema sovint retrata la Malinche com enganyadora i enganyada alhora. En produccions teatrals, de vegades se la representa com a víctima de la conquesta, mentre que en altres representacions, se la retrata com l'arquitecta del seu propi destí. En l'art està representada com una figura que mostra l'engany i la culpa innats de les dones, una que va utilitzar la seva sexualitat i va trair els seus fills. Fins i tot en la dansa, la dicotomia persisteix, tal com es pot veure a La Malinche, un ballet compost el 1949 per José Limón, en el qual la Malinche és al principi una víctima involuntària, després assumeix el comportament orgullós d'una aristòcrata i, al final, carregada per la vestimenta elegant que porta, dóna a llum un fill mestiç que la rebutja. En la literatura, Malinche ha estat comparada amb el personatge bíblic d'Eva, la temptadora que, mitjançant l'engany, desvia els homes.

## Estudis
Ueltschy i Ryans van argumentar que els consumidors de classe alta a Mèxic mostren maldat en la seva preferència per les importacions americanes, en lloc de les marques mexicanes locals. Com a resultat, els productes americans són populars als mercats de classe mitjana i els seus anunciants generalment concentren els seus esforços a la ciutat de Mèxic i eviten les zones treballadores i rurals. Monterrey i Guadalajara, per exemple, compren el 70% de les importacions americanes. Jiménez i els seus col·laboradors van desenvolupar una escala per mesurar el malinchisme que tenia en compte l'afavoriment de l'entreteniment estranger, les persones estrangeres, el menjar estranger i els productes estrangers entre els adolescents.